# Deicide
Deicide – amerykańska grupa muzyczna wykonująca death metal, poruszając w swej twórczości zagadnienie satanizmu. Do 2008 roku zespół wydał dziewięć albumów studyjnych pozytywnie oceniane zarówno przez fanów, jak i krytyków muzycznych. Według danych z 2004 roku wydawnictwa zespołu w samych Stanach Zjednoczonych sprzedały się w nakładzie 491 826 egzemplarzy.

## Historia

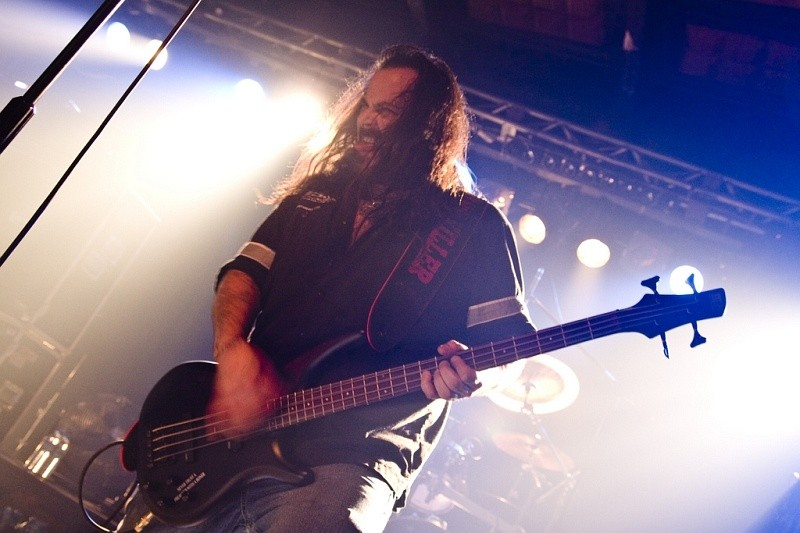
Glen Benton, 2009

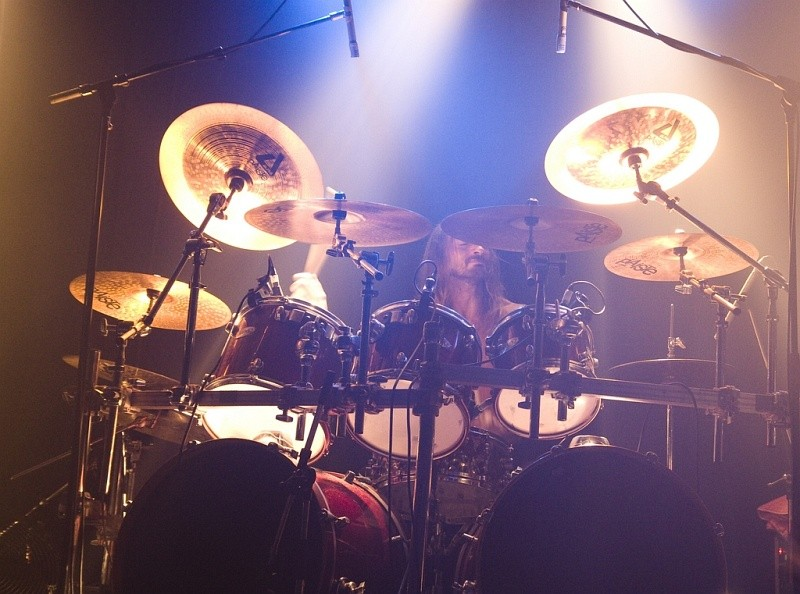
Steve Asheim, 2009

Zespół powstał 1987 roku w Tampie w stanie Floryda pod nazwą Carnage. Działalność grupy zainicjowali gitarzysta Brian Hoffman oraz perkusista Steve Asheim, do których wkrótce dołączyli brat Hoffmana – Eric (gitara) oraz basista i wokalista Glen Benton po którego przyjściu grupa zmieniła nazwę na Amon.
Jeszcze 1987 roku grupa zarejestrowała debiutanckie demo pt. Feasting the Beast oraz w dwa lata później demo pt. Sacrificial. Obydwa wydawnictwa znalazły się później na wydanej nakładem Roadrunner Records w 1993 roku kompilacji Amon: Feasting the Beast. W 1990 roku w wyniku nacisków wytwórni zespół zmienił nazwę na Deicide, która stała się jednocześnie tytułem debiutanckiego albumu. Wydawnictwo cieszyło się uznaniem zarówno fanów, jak i krytyków, obecnie zaś zaliczane jest do klasyki gatunku death metal.
Dwa lata później ukazał się kolejny zrealizowany Morrisound Recording album grupy pt. Legion z Scottem Burnsem w roli producenta. Album był promowany m.in. podczas koncertów w USA wraz z grupami Suffocation, Dismember i Vader. W 1995 roku ukazał się trzeci album grupy pt. Once Upon The Cross, a wraz z nim kontrowersje wokół okładki przedstawiającej sekcję zwłok Chrystusa. Ostatecznie album ukazał się z ocenzurowaną okładką, a ww. obraz umieszczony został wewnątrz bookletu.
Dwa lata później ukazał się kolejny album grupy pt. Serpents of the Light, zdaniem krytyków najważniejszy w historii grupy (m.in. czasopismo Metal Hammer). Rok później ukazał się pierwszy album koncertowy grupy pt. When Satan Lives zrealizowany podczas występu grupy w klubie House of Blues w Chicago w stanie Illinois. Po wydaniu albumu zespołowi zarzucono m.in. zbytnią ingerencję w nagrania (wyciszenie odgłosów publiczności). W 2000 roku ukazał się piąty album grupy pt. Insineratehymn prezentujący złagodzoną formę stylu muzycznego grupy. Rok później w opinii fanów na złość wytwórni Roadrunner Records wydana została płyta In Torment In Hell zrealizowano w ciągu pięciu dni kosztem 5000 dolarów amerykańskich, nie odniosła sukcesu.
W dwa lata później ukazał się ostatni na mocy kontraktu z Roadrunner Records kompilacyjny album The Best of Deicide. Wkrótce potem grupa podpisała kontrakt płytowy z brytyjską wytwórnią muzyczną Earache Records na mocy którego ukazał się ceniony przez fanów i krytyków album pt. Scars of the Crucifix. Było to również ostatnie wydawnictwo z braćmi Hoffman w składzie, którzy w wyniku nieporozumień z pozostałymi członkami grupy odeszli z niej 25 listopada 2004 roku.
Jeszcze tego samego roku do zespołu dołączyli znany z występów w grupie Vital Remains instrumentalista Dave Suzuki oraz znany z Cannibal Corpse gitarzysta Jack Owen. Niedługo potem z grupy odszedł Suzuki którego zastąpił Ralph Santolla występujący poprzednio m.in. w grupie Iced Earth.
W 2006 roku już w nowym składzie grupa nagrała kolejny album zatytułowany The Stench of Redemption wydany 22 sierpnia 2006 roku ponownie nakładem Earache Records. W 2007 roku zespół opuścił Ralph Santolla. W ramach kontraktu muzyk uczestniczył sesyjnie w nagraniach wydanego w 2008 roku albumu Till Death Do Us Part. Nagrania zostały zarejestrowane w Morrisound Studio na Florydzie. W styczniu 2009 roku zespół podpisał kontrakt z wytwórnią muzyczną Century Media Records. Również styczniu zespół odbył europejską trasę koncertową Winterfest wraz z grupami Samael, Vader, Devian, Order Of Ennead oraz The Amenta. Podczas koncertów Deicide jako drugi gitarzysta wystąpił Ralph Santolla.

## Muzycy

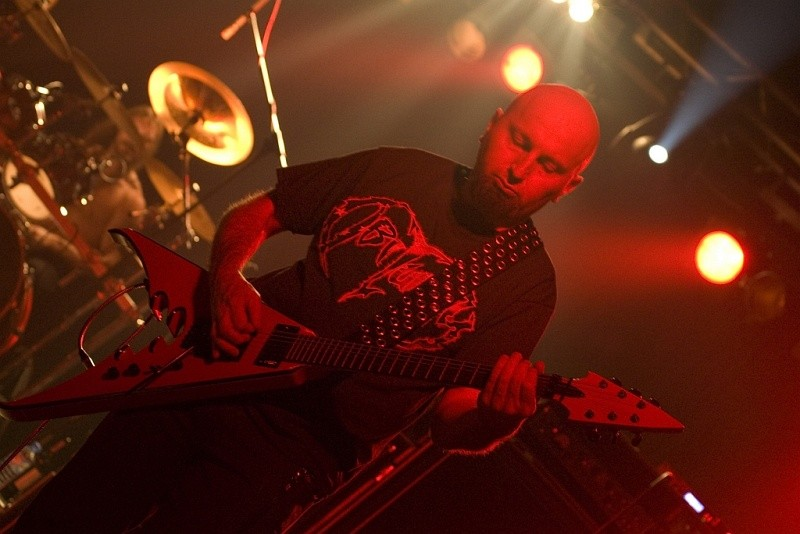
Jack Owen, 2009

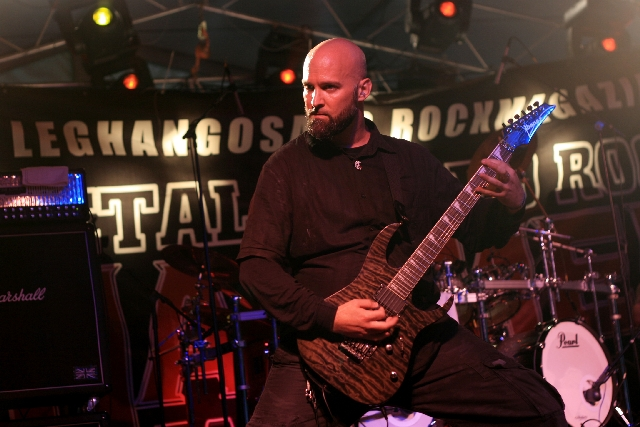
Kevin Quirion, 2010

| Obecny skład zespołu - Glen Benton – wokal prowadzący, gitara basowa (od 1987) - Mark English – gitara (od 2016) - Kevin Quirion – gitara (2008–2009, 2009–2010, od 2011) - Steve Asheim – perkusja (od 1987) Byli członkowie zespołu - Brian Hoffman – gitara (1987–2004) - Eric Hoffman – gitara (1987–2004) - Ralph Santolla – gitara (2005–2007, 2008, 2009, 2010–2011) - Jack Owen – gitara (2004–2016) |  | Muzycy koncertowi - Dave Suzuki – gitara (2004–2005) - Seth van de Loo – wokal prowadzący (2007) - Dariusz „Garbaty” Kułpiński – wokal prowadzący, gitara basowa (2007) |

Oś czasu

## Dyskografia
Albumy studyjne
| Deicide                                 | - Data: 25 czerwca 1990 - Wydawca: Roadrunner Records      | –  | –  | –  | –   | –  | –   | –   | - USA: 110 tys.+ |
| Legion                                  | - Data: 9 czerwca 1992 - Wydawca: Roadrunner Records       | –  | 16 | –  | –   | –  | –   | –   | - USA: 102 tys.+ |
| Once Upon the Cross                     | - Data: 18 kwietnia 1995 - Wydawca: Roadrunner Records     | –  | 22 | –  | –   | –  | 66  | –   | - USA: 86 tys.+  |
| Serpents of the Light                   | - Data: 21 października 1997 - Wydawca: Roadrunner Records | –  | 17 | –  | –   | –  | –   | –   | - USA: 53 tys.+  |
| Insineratehymn                          | - Data: 27 czerwca 2000 - Wydawca: Roadrunner Records      | –  | –  | –  | –   | –  | –   | –   | - USA: 30 tys.+  |
| In Torment in Hell                      | - Data: 25 września 2001 - Wydawca: Roadrunner Records     | –  | –  | –  | –   | –  | –   | –   | - USA: 16 tys.+  |
| Scars of the Crucifix                   | - Data: 23 lutego 2004 - Wydawca: Earache Records          | 1  | 24 | –  | 140 | –  | 179 | –   | - USA: 4,3 tys.+ |
| The Stench of Redemption                | - Data: 21 sierpnia 2006 - Wydawca: Earache Records        | 21 | 11 | –  | 99  | 84 | 170 | 213 | - USA: 4,0 tys.+ |
| Till Death Do Us Part                   | - Data: 28 kwietnia 2008 - Wydawca: Earache Records        | –  | 11 | 56 | 168 | –  | –   | –   | - USA: 2,9 tys.+ |
| To Hell with God                        | - Data: 15 lutego 2011 - Wydawca: Century Media Records    | 45 | 10 | –  | 200 | –  | –   | –   | - USA: 5,7 tys.+ |
| In the Minds of Evil                    | - Data: 26 listopada 2013 - Wydawca: Century Media Records | 32 | 47 | –  | –   | –  | –   | –   | - USA: 3,9 tys.+ |
| Overtures of Blasphemy                  | - Data: 14 września 2018 - Wydawca: Century Media Records  | –  | –  | –  | –   | 22 | –   | –   |                  |
| „–” oznacza, że album nie był notowany. |                                                            |    |    |    |     |    |     |     |                  |

Albumy koncertowe
| Tytuł            | Dane dot. albumu                                           | Sprzedaż        |
| ---------------- | ---------------------------------------------------------- | --------------- |
| When Satan Lives | - Data: 20 października 1998 - Wydawca: Roadrunner Records | - USA: 30 tys.+ |

Kompilacje
| Tytuł                    | Dane dot. albumu                                       | Sprzedaż         |
| ------------------------ | ------------------------------------------------------ | ---------------- |
| Amon: Feasting the Beast | - Data: 19 stycznia 1993 - Wydawca: Roadrunner Records | - USA: 50 tys.+  |
| The Best of Deicide      | - Data: 23 września 2003 - Wydawca: Roadrunner Records | - USA: 5,0 tys.+ |

Albumy wideo
| Tytuł             | Dane dot. albumu                                    |
| ----------------- | --------------------------------------------------- |
| When London Burns | - Data: 7 marca 2006 - Wydawca: Earache Records     |
| Doomsday in L.A   | - Data: 22 stycznia 2007 - Wydawca: Earache Records |

## Teledyski
| Tytuł                   | Rok  | Reżyseria                           | Album                    | Źródło |
| ----------------------- | ---- | ----------------------------------- | ------------------------ | ------ |
| „Scars of the Crucifix” | 2004 | Peter Bridgewater                   | Scars of the Crucifix    | [ 25 ] |
| „Homage For Satan”      | 2006 | Alfred Tomaszewski, Matthew Stawski | The Stench of Redemption | [ 26 ] |
| „Desecration”           | 2006 | Alfred Tomaszewski                  | The Stench of Redemption | [ 27 ] |
| „Conviction”            | 2012 | David Brodsky, Tim Kellen           | To Hell with God         | [ 28 ] |
| „End the Wrath of God”  | 2013 | –                                   | In the Minds of Evil     | [ 29 ] |